# Dusičnan ytterbitý
Dusičnan ytterbitý je anorganická sloučenina s chemickým vzorcem Yb(NO3)3. Dusičnan ytterbitý tvoří bezbarvé krystaly, je rozpustný ve vodě a tvoří krystalické hydráty.

## Příprava
Dusičnan ytterbitý lze připravit reakcí oxidu dusičitého s ytterbiem v ethyl-acetátu:
Yb + 3 N2O4 → Yb(NO3)3 + 3 NO
Lze jej také připravit reakcí hydroxidu ytterbitého s kyselinou dusičnou:
Yb(OH)3 + 3 HNO3 → Yb(NO3)3 + 3 H2O

## Fyzikální vlastnosti
Dusičnan ytterbitý tvoří bezbarvé hygroskopické krystaly. Je rozpustný ve vodě i ethanolu. Tvoří trihydráty, tetrahydráty, pentahydráty a hexahydráty.

## Chemické vlastnosti
Hydratovaný dusičnan ytterbitý se tepelně rozkládá za vzniku YbONO3 a při dalším zahřívání se rozkládá na oxid ytterbitý.

## Využití
Dusičnanu ytterbitý se využívá pro získávání kovového ytterbia a při výrobě skla a keramiky. 